# Емільяново (Великопольське воєводство)
Емільяново (пол. Emilianowo) — село в Польщі, у гміні Шамотули Шамотульського повіту Великопольського воєводства.
Населення — 44 особи (2011).
У 1975-1998 роках село належало до Познанського воєводства.

## Демографія
Демографічна структура станом на 31 березня 2011 року:
|          | Загалом | Допрацездатний вік | Працездатний вік | Постпрацездатний вік |
| -------- | ------- | ------------------ | ---------------- | -------------------- |
| Чоловіки | 23      | 6                  | 15               | 2                    |
| Жінки    | 21      | 6                  | 9                | 6                    |
| Разом    | 44      | 12                 | 24               | 8                    |